# Constantijn Alexios van Griekenland en Denemarken
Constantijn Alexios van Griekenland en Denemarken (Grieks: Κωνσταντίνος Αλέξιος, Konstantinos Alexios) (New York, 29 oktober 1998) is de oudste zoon en het tweede kind van Paul van Griekenland en Denemarken en Marie-Chantal Miller.
Constantijn is eerste in lijn voor de voormalige Griekse troon. De titel Prins van Griekenland wordt officieel niet erkend door de Griekse overheid. Denemarken erkent echter wel zijn titel Prins van Denemarken. Daarom wordt hij doorgaans met beide titels aangeduid. Zijn grootouders langs vaders kant zijn koning Constantijn II van Griekenland en prinses Anne Marie van Denemarken. Langs moeders kant heten zijn grootouders Robert Warren Miller en Maria Clara Pesantes.
Prins Constantijn werd geboren in New York in de Verenigde Staten. Door Griekse royalisten wordt hij beschouwd als Grieks troonopvolger na zijn vader. Op 15 april 1999 werd hij gedoopt in de Grieks-orthodoxe kathedraal van Londen. Zijn doopouders zijn prins Nicolaas van Griekenland, prins Dimitri van Servië, koning Frederik X van Denemarken, koning Felipe VI van Spanje, William, prins van Wales, kroonprinses Victoria van Zweden, prinses Alexandra zu Fürstenberg en Doris Robbs.